# Charmant
Charmant korábbi község Franciaországban, Charente megyében. Lakosainak száma 342 fő (2018. január 1.). Charmant Aignes-et-Puypéroux, Chadurie, Chavenat, Fouquebrune, Juillaguet és Ronsenac községekkel határos.
2016. január 1-jén Chavenat és Juillaguet korábbi községgel egyesült és az így létrejött Boisné-La Tude új község része lett.

## Népesség
A település népessége az elmúlt években az alábbi módon változott:
| Lakosok száma | 382  | 307  | 270  | 323  | 327  | 317  | 361  | 723  | 349  | 342  |
|               | 1962 | 1968 | 1975 | 1990 | 1999 | 2008 | 2013 | 2016 | 2017 | 2018 |